# Міст Дружби (Парагвай-Бразилія)
Міст Дружби (порт. Ponte da Amizade, ісп. Puente de la Amistad) — арочний міст через річку Парана, що сполучає бразильське містоі Фос-ду-Іґуасу із парагвайським містом Сьюдад-дель-Есте.
Місто був відкритий для руху в 1965 році. Проліт головної арки мосту становить 290 м, повна довжина мосту — 552,4 м.
Міст виключно важливий для економік як міста Фос-ду-Іґуасу та прилеглих бразильських міст, так і всього Парагваю. Більшість імпорту і експорту Парагвая проходить через цей міст, створюючи постійні транспортні проблеми в регіоні. Крім того, через міст проходить постійний потік контрабанди, бразильські контрабандисти везуть до Парагваю портативні комп'ютери, цифрові фотоапарати та, інколи, зброю. Багато бразильців їздять до безподаткової зони Сьюдад-дель-Есте за покупками, тому що більшість товарів значно дешевші у Парагваї.
На бразильській стороні моста починається автомобільше шосе BR-277.
| Бразилія | Це незавершена стаття з географії Бразилії. Ви можете допомогти проєкту, виправивши або дописавши її. |

| Парагвай | Це незавершена стаття з географії Парагваю. Ви можете допомогти проєкту, виправивши або дописавши її. |